# Гермерсхајм
Гермерсхајм (њем. Germersheim) град је у њемачкој савезној држави Рајна-Палатинат. Једно је од 31 општинског средишта округа Гермерсхајм. Према процјени из 2010. у граду је живјело 20.874 становника. Посједује регионалну шифру (AGS) 7334007.

## Географски и демографски подаци
Гермерсхајм се налази у савезној држави Рајна-Палатинат у округу Гермерсхајм. Град се налази на надморској висини од 105 метара. Површина општине износи 21,7 km². У самом граду је, према процјени из 2010. године, живјело 20.874 становника. Просјечна густина становништва износи 961 становника/km².

## Међународна сарадња
| Мјесто | Држава    | Врста сарадње | Од    |
| ------ | --------- | ------------- | ----- |
|        | Француска | партнерство   | 1963. |
| Извор  |           |               |       |